# ۱۱۲۸ (خورشیدی)
۱۱۲۸ هزار و صد و بیست و هشتمین سال هجری خورشیدی است.